# Свободные исследователи Библии
Свобо́дные иссле́дователи Би́блии (англ. Free Bible Students) — религиозное движение, возникшее в первой половине XX века как ответвление от Общества исследователей Библии. Руководящим органом является организация Christian Millennial Fellowship Inc.

## История
Уже в 1909 году в США началось отделение некоторых собраний от Исследователей Библии в связи с противоречиями, связанными с изменениями учений Исследователей Библии и принципов управления в Обществе Сторожевой башни.
После реформ Рутерфорда Общество Сторожевой башни приобрело статус руководящего органа Исследователей Библии. Старейшины в собраниях перестали выбираться его членами, а стали назначаться Обществом Сторожевой башни. В этой связи в среде Исследователей Библии в 1916 году (год смерти Рассела) произошёл раскол. Одно из ответвлений получило название «Свободных исследователей Библии».
В 1931 году Исследователи Библии приняли своё современное название — свидетели Иеговы. Это позволило провести чёткую границу между Исследователями Библии, которые остались лояльными Обществу Сторожевой башни во главе с Рутерфордом и теми Исследователями Библии, которые отделились от ОСБ, но продолжали использовать имя «Исследователи Библии».

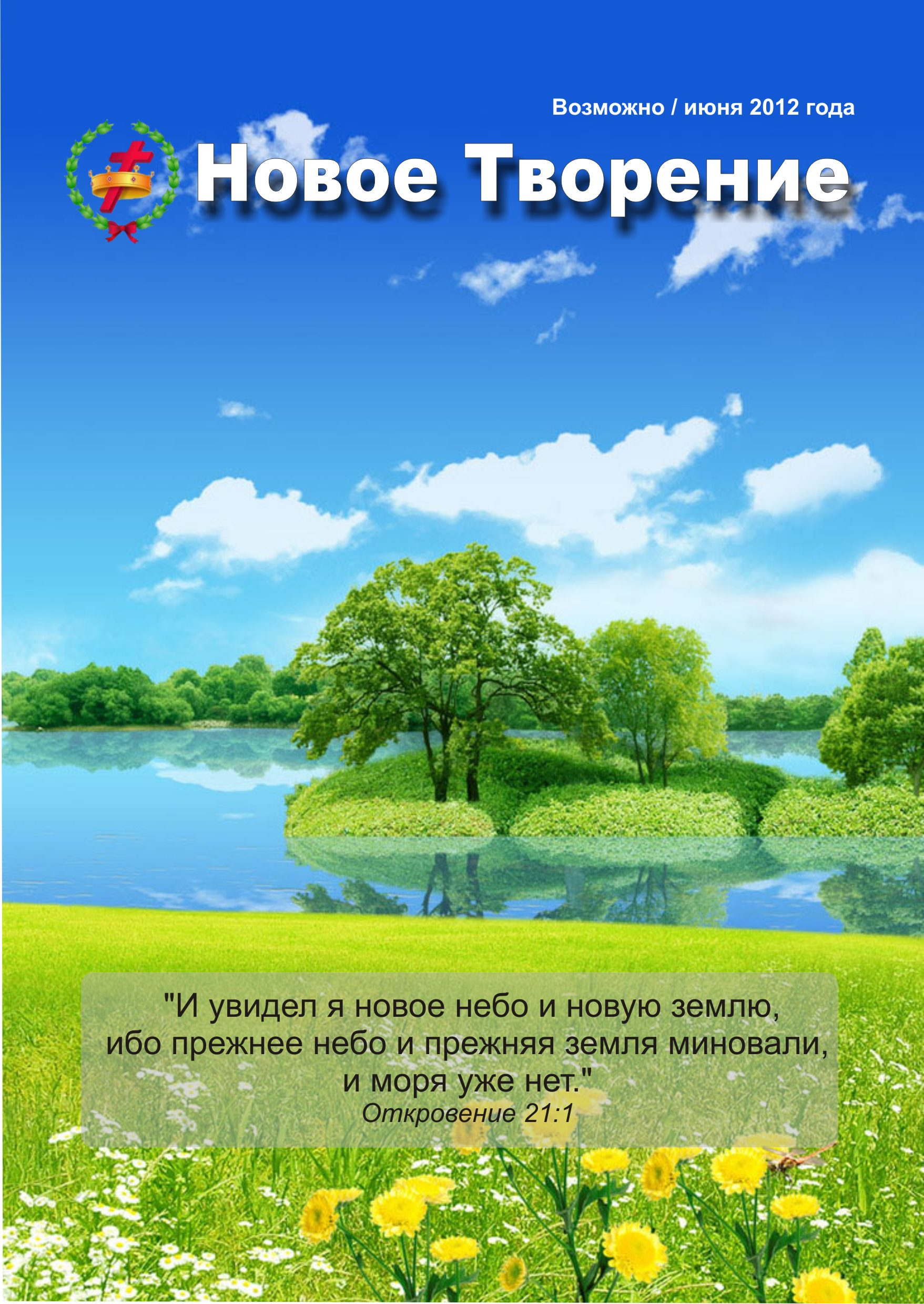
Журнал «Новое Tворение» на русском языке

В 30-е годы XX века Свободные Исследователи Библии (нем. Freie Bibelforscher) появляются в Германии, также как ответвление от Исследователей Библии — называемых в Германии также «Серьёзными Исследователями Библии» (нем. Ernste Bibelforscher).
В 1933 году Свободные Исследователи Библии наряду с другими религиозными меньшинствами были запрещены нацистским режимом.

## Публикации общества
С 1940 года общество Christian Millennial Fellowship Inc. издаёт журнал «Новое Tворение» (англ. The New Creation, нем. Die Neue Schöpfung), выходящий на английском, немецком и итальянском языках. В Германии до 2009 года немецкое Общество свободных исследователей Библии 4 раза в год выпускало журнал «Христианская сторожевая башня» (нем. Christliche Warte)